# Tamphana marmorea
Tamphana marmorea is een vlinder uit de familie van de Apatelodidae (Bombycidae). De wetenschappelijke naam van de soort is voor het eerst geldig gepubliceerd in 1892 door William Schaus.